# برشاوشان بهيج
برشاوشان بهيج (الاسم العلمي: Adiantum venustum) هو نوع من النباتات يتبع جنس البرشاوشان من الفصيلة الديشارية.

## صور

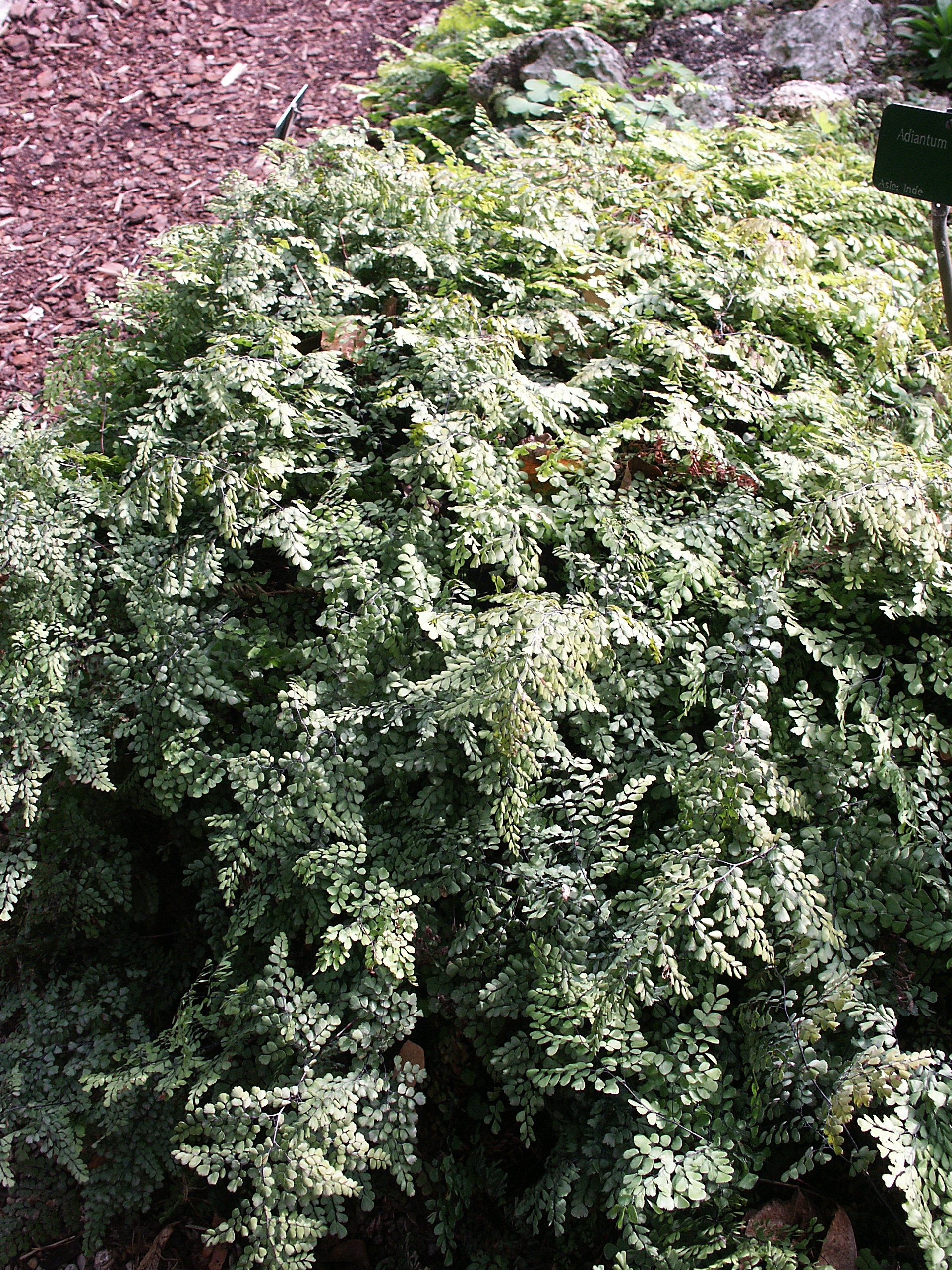
Adiantum venustum, vue générale
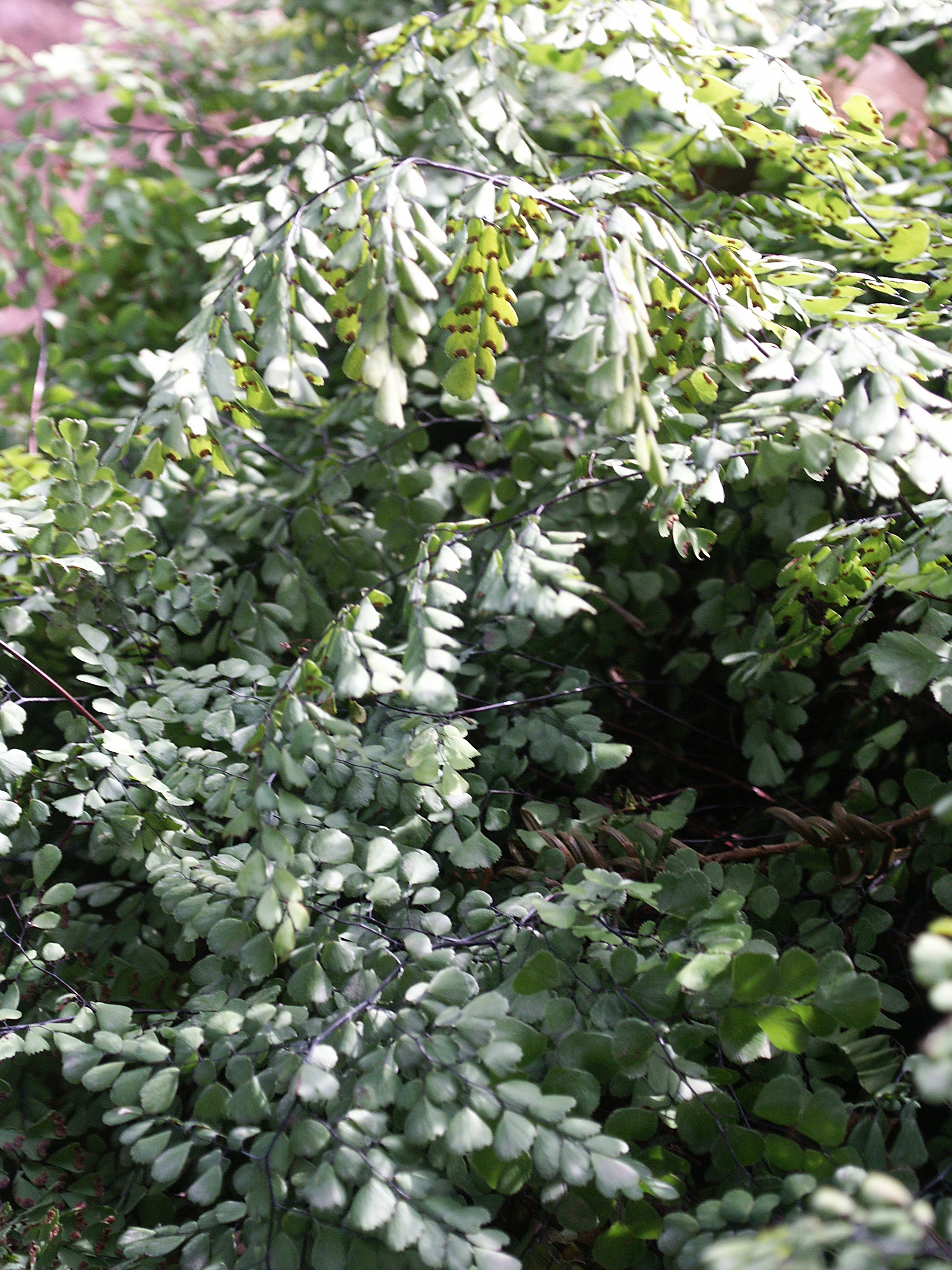
Adiantum venustum
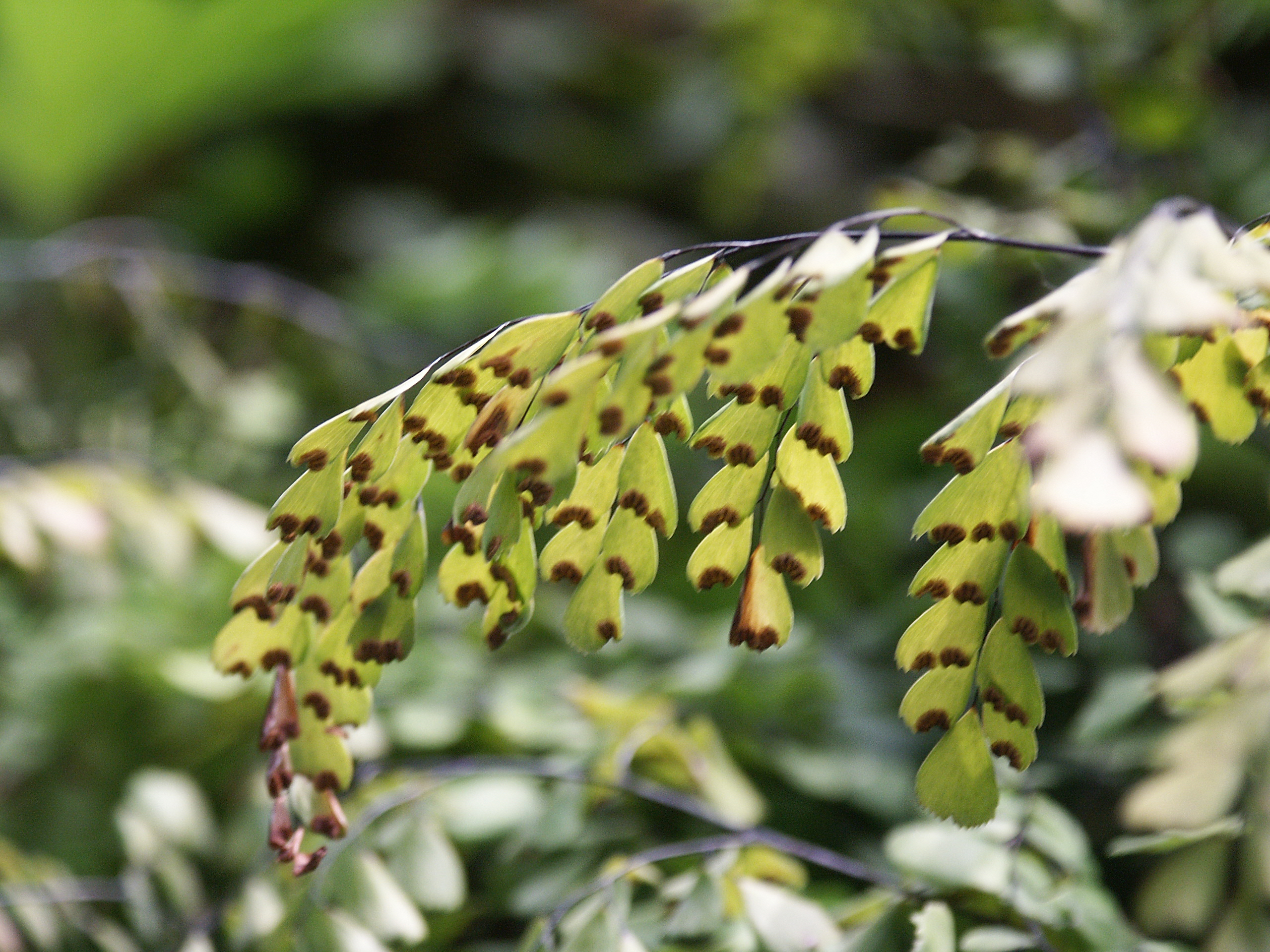
Sores d'Adiantum venustum
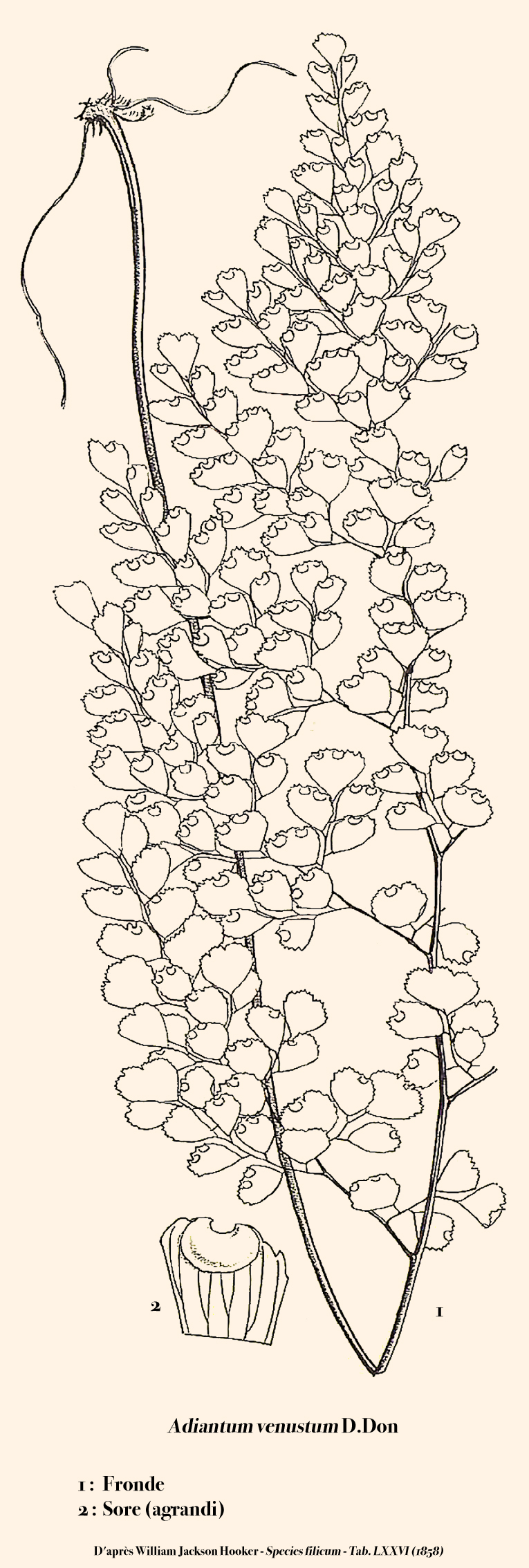
Planche de William Jackson Hooker